# Reihan Anghelova
Reihan Anghelova (în bulgară Рейхан Ангелова; n. 23 iulie 1986, Iambol, Republica Populară Bulgaria – d. 25 august 2005, Stolicina obștina, Sofia-capitala, Bulgaria) a fost o cântăreață pop bulgară de etnie romă. A cântat în limba turcă. Si-a început cariera de cântăreață în Orchestra Kristal și a lansat două albume, urmate de un album solo în 2003. A murit într-un accident rutier în 2005.